# Gura Vitioarei
Gura Vitioarei ist eine Gemeinde im Kreis Prahova in der Region Walachei in Rumänien. Sie besteht aus den Dörfern Bughea de Jos, Făgetu, Fundeni, Gura Vitioarei und Poiana Copăceni.

## Geographische Lage

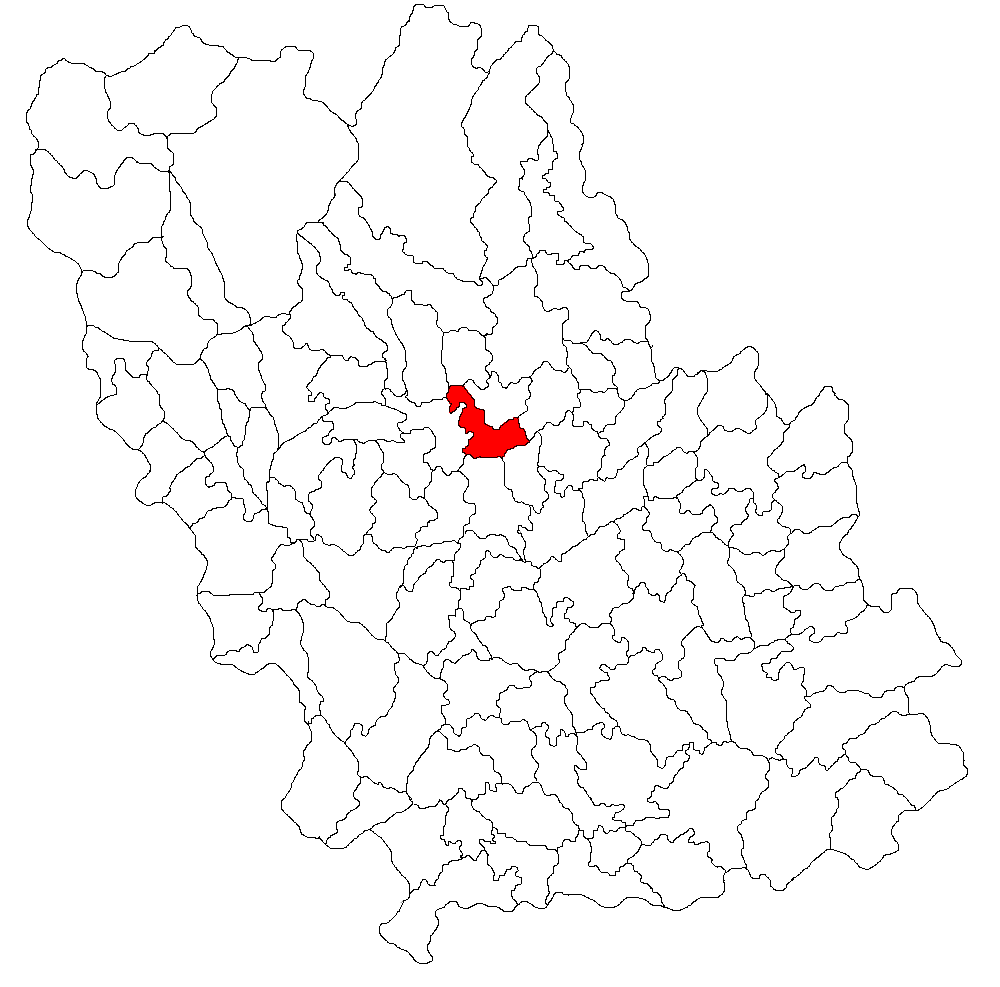
Lage der Gemeinde Gura Vitioarei im Kreis Prahova

Die Gemeinde Gura Vitioarei liegt in den Südausläufern der Ostkarpaten im nördlichen Teil des Kreises Prahova. Der Ort Gura Vitioarei befindet sich am Teleajen, an der Bahnstrecke Ploiești–Măneciu und an der Nationalstraße DN1A – die Ploiești und Săcele mit Vălenii de Munte verbindet – etwa 25 Kilometer nördlich von der Kreishauptstadt Ploiești entfernt.
Bei Gura Vitioarei trennt sich die Kreisstraße DJ100G von der DN1A und führt durch den Cazacului-Wald in die Gemeinde Vărbilău.

## Geschichte
Der Ort wurde erstmals im 18. Jahrhundert erwähnt.

## Persönlichkeiten
- Irina Loghin (* 1939), Sängerin und Politikerin